# 民族主義研究
民族主義研究（Nationalism studies）主要存在現代主義、永存主義、原生主義以及族群-象徵主義4種範式，此外馬克思主義對民族也有著自己的理解。

## 起源与概念
民族主义的理论起源可以追溯到18世纪的康德，康德将个人的“自治”置于其伦理学的核心地位，并且强调个人意志的“自治”和“自决”，这启发了后来的“民族自决”，如其后继费希特就明确表示：“一个人的完全自决终将要求民族的自决。”法国大革命颁布的《人权宣言》称：“整个主权的本意主要是寄托于国民（nation，亦可作民族）”，将民族和政治上的公民相结合；而德国的赫尔德则将民族和文化相联系，认为民族不是国家，而是文化上的共同体，并尤其强调语言对于民族存在的重要性——虽然赫尔德生前从未说过自己是民族主义者，但其民族主义理论也被视为民族主义作为最早的完整学说。
安东尼·史密斯在《民族主义：理论、意识形态、历史》中归纳民族主义的概念为以下五点：
1. 民族的形成和发展过程
2. 民族的归属情感或意识
3. 民族的语言或象征
4. 争取民族利益的政治或社会运动
5. 普遍或特殊意义上的民族信仰或意识形态

并且笼统概括以上观点为“将民族作为关注焦点，力求以促进民族利益的意识形态”。:5-9

## 现代主义解释

### 基本观点
在民族主义研究领域，现代主义是对民族主义最主流的理解。现代主义认为民族主义乃至民族、民族认同、民族国家都是现代化的一种现象，不同的现代主义理论家对民族主义所体现的现代性特征理解也不同。汤姆·奈恩（Tom Nairn）等人认为民族主义源自于社会经济问题，尤其是不同国家、不同地区、不同族群间相对贫困和相对剥夺现象。盖尔纳（Ernest Gellner）则更偏重现代化和工业化作用，认为随着现代化和工业化产生了一种标准化的“高级文化”而这种文化又为公共教育所支持进而推动民族主义和工业化。纪登斯等人认为民族主义是在对抗殖民主义和帝国主义列强的过程中出现的国家主权的伴生物，而诸如霍布斯鲍姆、本尼迪克特安德烈的支持建构主义的学者认为民族根源于“被创造出来的传统”或是“想象的共同体”。:50-53
社会学或现代主义有关于民族主义或者民族建构的理论认为：民族主义只会产生和发展于“现代社会”中，只有现代社会才会满足在经济上实现自我维护之工业经济、政治上存在保持自身权威及统一之中央政府、及文化上存在一种为“共同体”人群所理解的单中心语言（centralized language）等民族主义产生的先决条件。诸如卡尔顿·海斯、亨利·梅因、 斐迪南·滕尼斯、罗宾德拉纳特·泰戈尔、爱米尔·涂尔干、马克斯·韦伯、阿诺尔德·J·汤因比、塔尔科特·帕森斯等现代主义理论家认为传统社会通常会缺乏产生民族主义的某些先决条件，或乏可以自持的现代经济，或无一统一政权，或无通用语言。例如亨利·梅因在分析人类社会的历史变化和发展时指出，传统社会间的关键区别在于基于身份的传统社会着重家庭而淡化个人角色，而现代社会则属于基于契约的社会，西方社会的进步是由群体到个人或由身份到契约的进步运动。

### 滕尼斯
滕尼斯所生活的时代正是德国统一的时代，在德意志帝国治下一方面德国人對“國家”和“民族”有着狂熱而空洞的信仰，在另外一方面当中的每一個理性个体在冷酷的國家機器之下獨立地經歷著 “私人化”與“資本化”的日常生活。滕尼斯在其著作《共同体与社会》试图从共产主义和社会主义角度揭露國家與現代社會的困境，提出了自然形成的传统“共同体”（Gemeinschaft，或译礼俗社会）和基于契约的现代“社会”（Gesellschaft，或译法理社会）的概念，他思索德意志民族的社会形态的建构，并且意图将共同体、社会以及黑格尔所谓“民族精神”融合统一为“民族共同体”。而涂尔干认为对民族的依恋是社会和道德进化的阶段性产物，人类有着向更大规模的社会集中的趋势，而民族国家也在失去特性向着更高级的社会靠拢而眼下在更加高级的社会形成前我们将委身于民族国家中；他还认为只有民族性（nationalité）和国家（état）相结合才会有“民族”（nation），对于民族的忠诚和对于全体人类的忠诚并不冲突，民族的理想可以服务于普世价值。

### 韦伯
马克斯·韦伯是建构论的建立者之一，他意识到民族（Nation）和国家（Staat）是不同概念，否定构成民族需要共同语言、共同血缘等客观要求；他认为，一个族群的存在是基于某种主观认同，仅有文化身份并不能形成一个族群，而政治共同体一旦产生就能激发认同，很多情况下族群的形成是某些政治动员的结果。可以说，族群的产生并非基于客观存在的差异而是群体中的互动，后面的建构论者也认为族群认同往往是通过某种政治或经济目的而改变、出现甚至操纵而成，所谓族群间的文化差异往往都是主观选择的标志或象征，就族群认同而言建构论认为对族群（ethnic）、民族（nation）以及种族（race）的划分并没有实际意义。

### 安德森
本尼迪克特·安德森等較新的民族主義理論仍然沿用了滕尼斯的“共同体”的概念，強調民族為社會建構現象。本尼迪克特·安德森在《想象的共同体》中將民族表述為「想像的共同體」，并視印刷術與資本主義等事物為民族主義产生的必需品。欧内斯特·盖尔纳評論道：「民族主義並非民族自我認知的覺醒：它只是在不存在民族的各處虛構出（invent）各民族。」“简言之，民族主义是一种关于政治合法性的理论，它在要求族裔的疆界不得跨越政治的疆界，尤其是一个国家中，族裔的疆界不应该将掌权者与其他人分割开——这一偶然性在该原则制定时早已被正式排除了。”安東尼·史密斯則提出綜合傳統與後現代的觀點，认为形成民族的先決條件為（現存或歷史上的）確定的祖國、高度的自治、险恶的生存環境、爭鬥的記憶、宗教的核心、語言文字、特殊的習俗、歷史記錄及历史思想。史密斯認為民族是由全體人民（非僅精英份子）、法制與政治體制、民族主義意識形態、國際承認、與劃界等條件匯聚而成。

## 永存主義解释
永存主义是在二战前学术界乃至今天的公众中相当流行的解释。在二战以前，民族主义者的研究者认同民族主义是现代产物，但认为民族是历史上一直存在的现象，而有些民族甚至可以追溯到远古时代。而永存主义又可以分为两种理解：
- 一种理解相当普遍，或可称为持续性的永存主义，认为民族存在着持续不断的历史，其起源甚至可以追溯到古代和中世纪；
- 而另外一种可称为周期性发生永存主义，这种理解认为民族是带有历史性并随着时间而变化，单个民族有其起源也有其终结，但是在世界范围内民族是不断出现并无处不在的。当时的学者很多情况下把民族等同于种族，更加强调民族的文化积累和渐进演化过程。[2]:53-55

## 原生主義解释

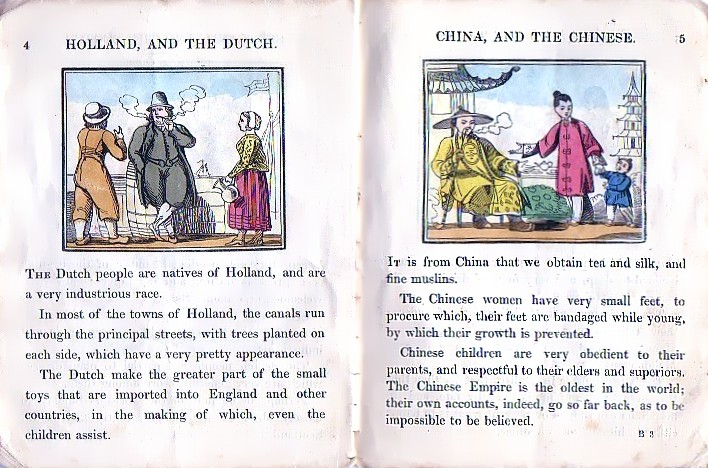
19世纪带有民族刻板印象的儿童书的插画，作者认为荷兰人是勤奋的民族，而中国人是听父母话的民族

原生主义是社会学和有机论者特有的对民族主义的理解，很大程度上来源于卢梭的自然主义倾向，在今天已经不再受到支持。认为民族是原生的、返璞归真的、人类处于自然状态下自然形成的。而后期的原生主义者则从生物学角度认为，所有族群的差异都可以追溯到他们内部基因的繁殖冲动，民族内的个体通过裙带关系和包容适应来扩大化自身的基因组合影响范围，而所谓文化团体其实本质是基因血缘群体，而所谓文化象征其实是一种生物亲和性。而还有一种比较主流的原生主义理解认为，族群和民族本自对社会的依恋和文化的“施予”，这种中原始性的依恋则本质属于相信和感觉，其基于血缘、语言、习惯的纽带。:55-58
原生演化理论是基于进化论的民族主义理论，这一理论认为人类在长期发展中所演化出对某些集体的身份认同，而这些产生认同的群体就是族群或者构建国家的民族，民族主义则为这一演化历程的产物。 传统的原生理论强调诸如语言、文化、地域等民族的自然属性，很大程度来源于赫尔德的文化民族观念。而在社会学领域，美国学者爱德华·希尔斯和克利福德·格尔茨的原生情感（primordial sentiments）概念对其影响很大，在格尔茨的论述中基于语言、宗教、习俗等文化属性的原生情感可能会阻碍某些国家的公民认同感，其中具有代表性的是一些难以内部整合的前殖民地国家。总体而言，原生理论主张民族或族群认同的存在是与生俱来的，或基于文化或基于血脉，但一旦有了族群身份就很难再去改变或者否定。
罗杰·马斯特斯在《政治的本质》（The nature of politics）一书中将对种族和民族群体起源于“团体依恋”（group attachment），这种依恋是基于血亲关系并经由血脉代代相传，因而独特而饱含深情，沉郁而经久不衰。这一观点的支持者认为，外国军事力量在国家边界上集结的情景可能会促使民族团体的成员团结起来并作出相应动员。在一些近似的例子中，个体还会将亲眼目睹的事情和一些风言风语结合起来作出判断和反应。
原生论较容易为大众所理解和接受，但通常会受到社会科学领域学者的反对——拉兰德等人认为“社会科学领域的绝大多数专业学者不仅……忽略了进化论方法，而且在许多情况下极端反对”那些从相当有限的证据中得出大量概括性结论的论点。原生论通常会参考达尔文的进化论或者社会达尔文主义理论，声称族群、种族、民族或国家之间存在生物学差异，现代的演化学已经远离了这一观点，但对于演化心理学而言仍有研究意义。虽然批判者认为演化心理学假定某一地区存在固定的基因构成，是基于臆测而非历史事实，但演化心理学家罗伯特•希斯洛普（Robert Hislope）则辩称：“文化演化理论是社会生物学的一大进步，但是由于很多人类历史上非进化的随机可能事件，这一理论的理论回报有限。毫无疑问，进化论解释了所有有机生物的演化过程，并似乎也适用于那些宏观分析以及一些“最终”（distal）解释和长期观点，但也注定会在一些高度偶然的微观事件中展现出缺陷。”

## 族群-象征主义解释
族群-象征主义强调主观因素对民族的影响，但是不像大多数现代主义理论重视精英在民族主义发展中扮演的角色，偏向于下层民众日常生活中的民族主义表现。族群象征主义还强调民族和民族象征之间的纽带关系，认为现代的民族共同体将民族认同和民族产生之前的族群纽带联系起来，并通过共享记忆、共享象征、共享神话等方式强化了民族认同感。
族群象征主义者中有些也支持永存主义的观点，并不明确区分族群和民族之间的关系。:58-64

## 马克思主义解释

### 马克思、恩格斯
马克思主义的建立者——马克思和恩格斯在《共产党宣言》中宣称“工人没有祖国”（Vaterland）。在马克思眼中，作为人的自我异化的表现，民族主义一种暂时的、非自然的现象，爱国主义和民族主义是人类自己制造的崇拜偶像，而资本主义正在破坏民族和民族国家的基础，而各国人民之间的民族分隔和对立将会随着资本主义发展而消失。:7-8

### 列宁
列宁支持民族自决的理念。其在1913年的《民族问题提纲》中宣称“社会民主党承认一切民族都有自决权”，同时强调支持民族自决需要基于斗争条件和革命需要的考量，并且反对“民族文化”和“民族自治”以及民族主义，主张建立基于所有民族的无产阶级而不是单独民族无产阶级划分的党组织。

### 斯大林
其后继者斯大林在1913年发表的《马克思主义和民族问题》一文中认为“民族不是种族的共同体，也不是部落的共同体，而是历史上形成的人们的共同体”“民族不是偶然的、昙花一现的混合物，而是由人们组成的稳定的共同体”“只有经过长期不断的交往，经过人们世世代代的共同生活，民族才能形成起来”——总之，“民族是人们在历史上形成的一个有共同语言、共同地域、共同经济生活以及表现在共同文化上的共同心理素质的稳定的共同体。斯大林主导了苏联境内民族国家的划分，根据他自己的民族定义划分了一众加盟国，但又通过对加盟国党政机关的控制建立了一个实质上的多民族帝国；斯大林还批评布哈林所主张这些无产阶级国家终将随共产主义的建立而消亡的观点（将其斥为无政府主义倾向），认为当国家进入了资本主义向共产主义社会过渡的阶段时，无产阶级和民族国家关系将会保持和谐关系。直到1936年，斯大林还认为即便苏联已经建立共产主义生产方式，只要社会主义世界还在被资本主义势力包围，这些国家依旧会存在。

## 无政府主义解释
无政府主义通常反对民族主义。但早期无政府主义的代表性人物——巴枯宁就一直是各种斯拉夫民族主义运动的支持者，同时也是马克思在第一国际内最大的政敌，而在西班牙内战中，佛朗哥政府打压无政府主义者和加泰罗尼亚民族主义者，也使得两者走近；而所谓“无民族主义”也和无政府主义有关，诸如鲁道夫·洛克、弗雷迪·珀尔曼等无政府主义者反对民族主义，后者还认为一切政权都源自于帝国主义，是资本主义者、法西斯主义者和列宁主义者用来控制臣民的手段。
尽管从无政府主义角度，民族也是一种国家结构，但是从另一种角度看民族认同非常复杂，既可能是基于血缘有可能基于语言文化——这一种复杂关系也导致了无政府主义运动中非殖民化斗争的团结意识和无政府主义固有的解构倾向之间的矛盾。同时也有一些无政府主义者将人类理解为“人民”，而另外一些则试图复杂化“人民”中的族群身份问题。无政府主义者尝试各种方法消减、摆脱国家，因而也可能支持民族主义的民族解放运动，不再忽视民族间的现实文化差异而试图接受民族间的复杂性。